# Фламингообразные
Фламингообра́зные (лат. Phoenicopteriformes) — отряд новонёбных птиц.
Реликтовый отряд; ранее соотносился с аистообразными.

## Систематика

### Исторические взгляды
Систематическое положение фламинго долгое время было неопределено и оставалось предметом дискуссий. В Willughby’s Ornithology, изданной английским натуралистом Джоном Реем в 1678 году, фламинго вошли во вторую часть третьей книги, в секцию, посвящённую птицам с перепончатыми лапами и длинными ногами, в которую также были включены шилоклювки (Recurvirostra). В 1758 году в «Системе Природы» шведский зоолог Карл Линней расположил фламинго после ржанкообразных (Charadriiformes) и журавлеобразных (Gruiformes) перед ибисовыми (Threskiornithidae) и аистовыми (Ciconiidae).
В 1950-е годы учёные считали фламинго подотрядом Phoenicopteri отряда аистообразных (Ciconiiformes), основываясь на сходстве формы таза и рёбер с аистами, а яичного белка — с цаплями, а также на результатах серологических и иммунологических исследований. Кроме того, у всех этих птиц длинные ноги и длинная шея, десмогнатический тип черепа, птенцы появляются на свет покрытые пухом. Непосредственно за подотрядом Phoenicopteri был расположен отряд гусеобразных (Anseriformes).
В 1969 году Чарлз Сибли, Кендалл Корбин (Kendall W. Corbin) и Джоан Хелен Ховье (Joan H. Haavie) определили фламинго в подотряд Phoenicopteri в составе отряда аистообразных, а сам отряд расположиди рядом с гусеобразными (Anseriformes). Поведение цыплят, перепончатые лапы, водонепроницаемое оперение, структура клюва и пластин по его краям, вокализация и перьевые вши (mallophagan parasites) схожи с таковыми у представителей отряда гусеобразных, особенно с гусями. Кроме того, исследования желчной кислоты поддерживают связь с казарками (Branta). Существовала также теория, что все три группы произошли от общего предка.
Другая гипотеза утверждала существование общего предка фламинго с куликами-сороками, шилоклювками и ходулочниками, семейство предлагалось включить в отряд ржанкообразных (Charadriiformes). Она была впервые предложена американским орнитологом Аланом Федуччи (Alan Feduccia) в 1976 году на основе изучения ископаемых остатков пресбиорнисов (Presbyornis), которые в большом количестве были найдены в отложениях раннего эоцена на западе США. На основании ископаемых остатков, особенностей кормового поведения, движения и гнездовой биологии учёные полагали, тесную связь фламинго с шилоклювковыми (Recurvirostridae) и проводили сравнение с полосатым ходулочником (Cladorhynchus leucocephalus). Более подробное изучение ископаемых остатков привело также к гипотезе о связи ржанкообразных и гусеобразных.

### Современное положение
Современные учёные полагают, что фламинго составляют отдельный отряд, а сходство с перечисленными группами является конвергентным. Дальнейшие исследования, включающие помимо ДНК-ДНК гибридизации изучение последовательностей митохондриальной и ядерной ДНК, обнаружили поддержку родственных связей между фламинго и поганкообразными (Podicipediformes) и формируют их общую кладу — Mirandornithes. Эрнст (?) Майр назвал её «одной из наиболее обоснованных клад высокого уровня среди современных птиц» (англ. «one of the best supported higher-level clades within modern birds»).
В состав отряда включают одно современное семейство — фламинговые. Международный союз орнитологов включает в семейство фламинговых три современных рода с шестью видами. Схожей точки зрения придерживался Peters в 1931 году. Вместе с тем, в классификации Hartert 1915 года все три представителя рода фламинго объединены в один вид. В 1986 году было известно 10 ископаемых видов.
В состав отряда включены два семейства, лишь одно из которых сохранилось до наших дней: Фламинговые (Phoenicopteridae) и † Palaelodidae. К отряду относят монотипический род † Juncitarsus, представители которого имеют довольно примитивные черты, благодаря чему очевидно родство фламингообразных и поганкообразных. Неопределённое положение в рамках фламингообразных имеет также вымерший род † Scaniornis.

## Описание
У представителей отряда крупное туловище, длинные ноги, тонкая шея и небольшая голова. По размерам туловище сопоставимо с гусиным, а шея длиннее, чем у лебедя.
Массивный клюв у современных представителей отряда «коленообразно» изогнут вниз в средней части, подклювье намного глубже надклювья. По краю клюва находятся пластины, которые служат для фильтрации пищи из солёных или щелочных водоёмов, в которых обитают фламинго. Ископаемые фламинго рода Palaelodus характеризуются в целом прямым клювом. Промежуточное звено эволюции представляет Harrisonavis croizeti позднего олигоцена — среднего миоцена.
Мягкое и рыхлое оперение фламинго в основном окрашено в розовый цвет, который может варьировать от нежно-розового до интенсивно красного. Такая окраска обусловлена наличием в тканях липохромов — жироподобных красящих веществ группы каротиноидов, которые птицы получают из пищи. В неволе этот цвет поддерживается добавлением в пищу фламинго красных каротиноидов, в противном случае исчезает через один — два года. Кристаллическая корка на озёрах, где обитают фламинго, также приобретает розовый оттенок. Концы крыльев чёрные. Хвост короткий. Оперение на узком кольце вокруг глаза, уздечке и подбородке отсутствует.
Плюсна примерно в три раза длиннее голени. Передние пальцы соединены плавательной перепонкой. Задний палец у фламинго развит слабо или отсутствует.

## Распространение
Фламинго распространены в тропический и субтропических регионах, изредка проникая в умеренные широты.
Некоторые остатки были обнаружены на территориях, не включённых в ареал современных фламинго, в частности в Северной Америке, Австралии и некоторых частях Европы. Самые древние остатки фламинго, которые учёные относят к верхнему эоцену, были обранужены на территории Великобритании.

## Питание
Цедильный аппарат фламингообразных напоминает таковой гусинообразных. Мелкие роговые пластины и зубчики позволяют проникать в рот только пище определённого размера.
Фламинго кормятся на мелководье. Они опускают голову в воду и роются клювом на дне водоёма или собирают корм с поверхности. Надклювье птиц обычно находится внизу, а подклювье — вверху. Крупные виды собирают со дна червей, моллюсков и мелких ракообразных, мелкие — питаются синезелёными и диатомовыми водорослями около поверхности воды.
Фламинго могут пить и солёную, и пресную воду.

## Размножение
Места гнездований современных фламинго очень разрознены и труднодоступны. Гнездовые колонии птицы устраивают на мелководных лагунах и озёрах, морских отмелях и островах. Могут селить на равнинах и высоко в горах.
Конусообразные гнёзда высотой до 50—60 см строят из грязи, ила и ракушечника. Преимущественно откладывают одно крупное белое яйцо.
Птенцы появляются на свет в белом пуховом наряде, который меняют примерно в месячном возрасте. С момента вылупления птенцы зрячие и активные, гнездо покидают через несколько дней, встают на крыло на 65 — 75 день. Родители кормят птенцов «молоком», которое содержит полупереваренную пищу, а также выделения желез пищевода и поджелудка. Из-за каротиноидов это «молоко» приобретает светло-розовый цвет.

## Эволюция
Традиционно фламинго считаются реликтовыми птицами, с наибольшим разнообразием во время раннего кайнозоя. По мнению ряда учёных, остатки птиц, похожих на фламинго, известны с верхнего мела (100-66 млн лет назад). Примитивные формы фламинго прослеживаются до среднего эоцена более 50 млн лет назад. Они имели более короткие ноги, длинные пальцы, прямой или слабо изогнутый клюв. Предполагается, что ноги современных фламинго приобрели свои основные структурные особенности 30 млн лет назад, в то время как клюв продолжал эволюционировать.
Вместе с тем, последние молекулярные исследования, которые поддерживают сестринские связи поганок и фламинго, ставят под сомнение такой возраст последних. Olson, Feduccia посчитали, что самые ранние достоверные остатки фламингообразных были обнаружены во Франции и относятся к позднему олигоцену и раннему миоцену (аквитаниан). Некоторые остатки были отнесены к вымершему роду Palaelodus, другие — современному роду Phoenicopterus, однако позднее вынесены в отдельный род Harrisonavis. Семейство Paleolodidae, которое учёные относят к стем-группе фламинго восходит к олигоцену в Европе.
Самым древним представителем семейства фламинговых считается Harrisonavis croizeti, остатки которого были обнаружены во Франции и восходят к позднему олигоцену и раннему миоцену, как и большинство других современных семейств птиц. Скелет Harrisonavis croizeti схож с современными фламинго, но для него характерен менее загнутый клюв. Обнаруженный в Кении, Leakeyornis aethiopicus раннего и среднего миоцена, известен по многочисленным остаткам cranial and postcranial. Учёные относят Harrisonavis croizeti и Leakeyornis aethiopicus к стем-группе семейства фламинговых. В связи с этим Майр усомнился в корректности отнесения остатков раннего миоцена из Таиланда, до которого не простирается ареал современных фламинговых, к малым фламинго.
Особый интерес учёных привлекают остатки из Австралии, самые ранние из которых восходят к позднему олигоцену. Миллер, описавший фоссилии, отнёс их к вымершему роду Phoeniconotius (Phoeniconotius eyrensis), современным родам Phoenicopterus (Phoenicopterus novaehollaniae) и Phoeniconaias (Phoenicopterus gracilis ?). Майр полагает, что Phoeniconotius eyrensis должен быть включён в род Megapaleolodus, с которым он схож размерами и морфологией distal tarsometatarsus. Майр, вслед за Миллером отметил, что в плиоцене и плейстоцене фламинго малых размеров Phoeniconaias встречаются вместе с остатками современного красного фламинго .
Согласно молекулярным исследованиям Торреса и других, краун-группа семейства, которая включает все современные виды, скорее всего сформировалась уже в плиоцене 3,0 — 6,5 млн лет назад. Центр происхождения отряда неизвестен. Вероятно, фламинговые появились в западном полушарии, представители обоих ветвей семейства развивались в Америке, затем распространились на восток и колонизировали Старый Свет. Учёные считают, что для понимания эволюции семейства необходимо проанализировать образцы ДНК для остатков, найденных в Австралии.
В разное время в отряд также включали вымершие семейства Agnopteridae (Agnopterus), Scaniornithidae, Tiliornis, Elornis. Учёные делали эти предположения на основе классификации, которая была распространена во время исследований, сравнивая ископаемые таксоны помимо фламинго с гусями, журавлями или stilt.
Олсон и Федуссия усомнились в возможности классификации остатков мезозойской эры. Вместе с тем, некоторые особенно древние находки иногда включают в отряд фламингообразных. Brodkorb в 1963 году на основе иллюстраций отнёс примитивный род Gallornis с одним из самых ранних остатков ископаемых птиц — Gallornis straeleni Lambrecht 1931, — к вымершему семейству Scaniornithidae, близкому фламинговым. Вторым таксоном в этом семействе считался Scaniornis lundgreni Dames 1890 раннего палеоцена из Швеции, однако сохранившиеся остатки тяжело классифицировать. Lambrecht в 1933 посчитал Parascaniornis stensioi позднего мела (кампаниан) из Швеции родственным фламинго. По другой гипотезе Brodkorb, Torotix clemensi из maestrichtian Lance Formation вместе с Gallornis и Parascaniornis составляют семейство Torotigidae, родственное фламинго. В том же районе были обнаружены остатки, первоначально онесённые к Charadriiformes (Cimolopterygidae) и Gaviiformes (Lonchodytidae). Позднее все три семейства были отнесены к Charadriiformes.
В 1867 году Милн-Эдвардс (Milne-Edwards) описал Agnopterus laurillardi, отнёся род к фламинго. Остатки представителей рода включают fragmentary limb bones, которые были обнаружены в Бразилии и восходят к позднему олигоцену или раннему миоцену. Майр полагает, что сохранившихся остатков недостаточно чтобы классифицировать таксон.